# Баевский, Аба
Аба Баевский (англ. Aba Bayefsky, 7 апреля 1923, Торонто — 5 мая 2001, Торонто) — канадский художник и учитель.

## Карьера
Баевский родился в еврейской семье в Торонто, Онтарио, и был вторым сыном отца, родившегося в России, и матери, родившейся в Шотландии. Учился в Центральной технической школе. В подростковом возрасте он посещал занятия в Детском художественном центре Художественной галереи Онтарио, где его поддерживали такие художники, как Артур Лисмер, Эрма Сатклифф, Дороти Медхерст и А. Джексон. Позже он учился в Академии Жюлиана в Париже.
Баевский был зачислен в Королевские ВВС Канады в октябре 1942 года и получил звание флайт-лейтенанта. В декабре 1944 года он был назначен официальным художником Второй мировой войны, которому было поручено изображать воздушно-десантные операции над северо-западной Европой. Он вошёл в концлагерь Берген-Бельзен вскоре после его освобождения и зафиксировал увиденное в альбомы для рисования (позже они были уничтожены во время пожара).
После войны он работал преподавателем в Колледже искусств Онтарио. В 1958 году он стал членом Королевской канадской академии искусств, а в 1979 году — членом Ордена Канады. На протяжении конца 1970-х и начала 1980-х Баевский сохранял интерес к татуировкам и создал серию портретов татуированных людей из Торонто и Японии.